# Haematomma nothofagi
Haematomma nothofagi är en lavart som beskrevs av Klaus Kalb och Bettina Staiger. 
Haematomma nothofagi ingår i släktet Haematomma och familjen Haematommataceae. Inga underarter finns listade i Catalogue of Life.